# Костикос, Йоргос (футболист, 1958)
Йоргос Костикос (греч. Γεώργιος Κωστίκος; род. 26 апреля 1958, Катерини) — греческий футболист, нападающий, и тренер. В настоящее время главный скаут клуба ПАОК.

## Клубная карьера
Молодёжную карьеру провёл в клубе «Пиерикос», где позже начал играть на профессиональном уровне. В 1977 году перешёл в ПАОК, в котором провёл большую часть карьеры. В сезоне 1984/1985 помог клубу из Салоников выиграть национальный чемпионат. За 9 сезонов в ПАОК Костикос сыграл 233 матча и забил 78 голов. С 1986 по 1987 года играл в составе пирейского «Олимпиакоса», с которым становился национальным чемпионом и обладателем Суперкубка Греции. Профессиональную карьеру футболиста завершил в 1988 году, выступая за «Диагорас».

## Карьера за сборную
Дебют за национальную сборную Греции состоялся 23 марта 1977 года в проигрышном гостевом товарищеском матче против сборной Чехословакии (0:4), в котором Костикос на 84-й минуте заменил Бабиса Инцоглу. Был включён в состав на чемпионат Европы 1980 в Италии, где сыграл во всех 3 матчах групповой стадии. Всего Костикос сыграл за сборную 35 матчей и забил 3 гола.

### Голы за сборную
| № | Дата           | Место                         | Соперник   | Счёт | Результат | Турнир                  |
| - | -------------- | ----------------------------- | ---------- | ---- | --------- | ----------------------- |
| 1 | 28 января 1981 | Хирилау, Салоники, Греция     | Люксембург | 2:0  | 2:0       | Квалификация на ЧМ 1982 |
| 2 | 29 апреля 1981 | Полюд, Сплит, Югославия       | Югославия  | 5:1  | 5:1       | Квалификация на ЧМ 1982 |
| 3 | 15 мая 1983    | Непштадион, Будапешт, Венгрия | Венгрия    | 1:2  | 2:3       | Квалификация на ЧЕ 1984 |

## Карьера тренера
В 2006 году, после увольнения главного тренера ПАОК Никоса Карагеоргиу, Костикос взял на себя обязанности исполняющего обязанности. После того, как Костикос успешно вывел ПАОК в групповой этап Кубка УЕФА, президент ПАОК Яннис Гуменос объявил, что Костикос станет полноценным тренером клуба из Салоников.

## Личная жизнь
Его брат Алекос (1953—1991) был футбольным вратарем и погиб в автокатастрофе. Его сын — Йоргос Костикос. Его семья была беженцами гражданской войны в Греции.

## Достижения

### ПАОК
- Чемпион Греции: 1984/85

### «Олимпиакос»
- Чемпион Греции: 1986/87
- Обладатель Суперкубка Греции: 1987